# Open Nederlands Kampioenschap Poker
Het Open Nederlands Kampioenschap Poker (ONK Poker) is het grootste recreatieve pokerkampioenschap van Nederland. Het toernooi wordt jaarlijks georganiseerd en loopt van september tot en met juli. Het ONK Poker is bedoeld voor amateur- en recreatieve pokerspelers en is toegankelijk voor iedereen van 18 jaar en ouder. Tijdens het kampioenschap wordt de populaire pokervariant Texas Hold’em No Limit gespeeld.

## Opzet
Het kampioenschap bestaat uit vier fases:
1. Voorrondes (live en online)
2. Kwartfinales (online)
3. Halve finales (live)
4. Landelijke finale (live)

Het Open Nederlands Pokerkampioenschap (ONK Poker) kent een uitgebreide kwalificatiestructuur, bestaande uit zowel live als online voorrondes. Deze voorrondes vormen de eerste stap richting de landelijke finale en worden georganiseerd door heel Nederland.

#### Live voorrondes
De live poker voorrondes vinden plaats in lokale horecagelegenheden die speciaal worden omgetoverd tot volwaardige pokerruimtes met professionele pokertafels. Elke avond wordt begeleid door een ervaren toernooidirecteur, die fungeert als zowel gastheer als scheidsrechter. Voorbeelden van deze voorrondes zijn het Pokerkampioenschap van Enschede of het Pokerkampioenschap van Aalsmeer.
De winnaar van elke live voorronde ontvangt de titel van het betreffende kampioenschap, kwalificeert zich direct voor de landelijke finale, en wint een trofee die thuis wordt bezorgd. Daarnaast worden er op basis van het aantal deelnemers extra tickets voor vervolgrondes uitgegeven:
- Finaleticket: 1 per voorronde
- Halvefinaleticket: 1 per 60 deelnemers
- Online kwartfinaleticket: 1 per 30 deelnemers
- Wildcard: 1 per 30 deelnemers

Bij een gemiddelde live voorronde met 70 deelnemers valt ongeveer 13% van het deelnemersveld in de prijzen. In dit scenario betekent dat:
- #1: Finale ticket
- #2 – #3: Halve finale ticket
- #4 – #6: Online kwartfinale ticket
- #7 – #9: Wildcard

#### Online voorrondes
De online poker voorrondes worden gespeeld via een mobiele app, waarmee deelnemers op afstand kunnen meedoen. De avond wordt begeleid door een toernooidirecteur die deelnemers voorziet van informatie en eventuele technische problemen oplost. Ook via deze weg kunnen spelers zich kwalificeren voor de verschillende finale-evenementen.
Net als bij de live voorrondes kwalificeert de winnaar van elke online voorronde zich rechtstreeks voor de landelijke finale en ontvangt ook een persoonlijke trofee, die per post wordt thuisbezorgd.
Bij een gemiddelde online voorronde met 130 deelnemers komt ongeveer 11% van de spelers in aanmerking voor een prijs. De prijsverdeling is als volgt:
- #1: Finale ticket
- #2 – #4: Halve finale ticket
- #5 – #9: Online kwartfinale ticket
- #10 – #14: Wildcard

### Kwalificatiestructuur
De prijsverdeling bij zowel live als online voorrondes is afhankelijk van het aantal deelnemers. De standaardverhouding is als volgt:
| Prijs                     | Aantal per aantal deelnemers |
| ------------------------- | ---------------------------- |
| Finale ticket             | 1 per voorronde              |
| Halve finale ticket       | 1 per 60 deelnemers          |
| Online kwartfinale ticket | 1 per 30 deelnemers          |
| Wildcard                  | 1 per 30 deelnemers          |

Deze transparante structuur maakt het voor elke speler duidelijk hoe de weg naar de finale eruitziet en biedt meerdere kansen om zich te kwalificeren via verschillende routes.

### Community
Het ONK Poker kent een grote en actieve community van spelers die zich verbonden voelen door hun gedeelde interesse in poker. Elke provincie heeft een eigen Facebook-community. Sinds de coronapandemie is daarnaast een landelijke online community ontstaan waar spelers ervaringen en informatie uitwisselen. De organisatie stimuleert het gemeenschapsgevoel onder deelnemers met aanvullende activiteiten en online interactie.

### Geschiedenis
Het ONK Poker werd opgericht in 2015, naar aanleiding van plannen die in 2014 werden gesmeed door zwagers Mathijs Jonkers en Evert-Jan van IJzendoorn. Beiden waren fanatieke spelers van poker, dat zij beschouwen als een denksport. Omdat legaal poker buiten het Holland Casino toen nauwelijks beschikbaar was voor amateurs, bedachten zij een pokerkampioenschap zonder geldprijzen.
In het eerste seizoen werd het kampioenschap georganiseerd onder de naam Nederlands Amateur Kampioenschap Poker (NAKP). Er werden circa 85 voorrondes gehouden in samenwerking met lokale horecagelegenheden, met in totaal ongeveer 4.600 deelnemers. Het succes van de eerste editie leidde tot een naamsverandering naar het Open Nederlands Kampioenschap Poker. Sindsdien is het kampioenschap uitgegroeid tot het grootste pokertoernooi voor amateurs in Nederland, met jaarlijks meer dan 300 toernooien en ongeveer 40.000 deelnemers.

### Winnaars
| Jaar | Winnaar             |
| ---- | ------------------- |
| 2015 | Tobias van der Meer |
| 2016 | Binh-an Nguyen      |
| 2017 | Guy van Ginderen    |
| 2018 | Dan Korver          |
| 2019 | Martin van Meel     |
| 2020 | Chiel van Eerdt     |
| 2021 | Arjan Elskamp       |
| 2022 | Vincent Vos         |
| 2023 | Germ de Haas        |
| 2024 | Albert Vonk         |
| 2025 | Robert van Twillert |

### Spelvariant
Bij het ONK Poker wordt uitsluitend de spelvariant Texas Hold’em No Limit gespeeld. Deze variant is internationaal de meest populaire vorm van poker, onder andere vanwege de combinatie van strategie, kansberekening en psychologisch spel.

### Toegankelijkheid en regelgeving
Omdat het ONK Poker geen geldprijzen uitkeert, valt het buiten de vergunningsplicht die geldt voor kansspelen. De focus ligt op de titelwinst en de competitie. Deelnemers moeten minimaal 18 jaar oud zijn.